# 梦想照进现实
《梦想照进现实》（英文片名为“Dreams May Come”）是中国2006年上映的一部电影，王朔是编剧，徐静蕾担任导演和女主角，片长105分钟，情节基本都发生一个宾馆房间里，内容是一名导演和一名演员的对话，男主演是韩童生，全片有台词的演员只有4人。

## 演员
- 徐静蕾
- 韩童生